# Сапотлан-эль-Гранде (муниципалитет)
Сапотлан-эль-Гранде (исп. Zapotlán el Grande) — муниципалитет в Мексике, в штате Халиско, с административным центром в городе Сьюдад-Гусман. Численность населения, по данным переписи 2020 года, составила 115 141 человек.

## Общие сведения
Название муниципалитета составное: Zapotlán с языка науатль можно перевести как: место, где растёт сапота, а Grande, с исп. — «большой», было добавлено к названию для внесения различий.
Площадь муниципалитета равна 273,5 км², что составляет 0,3 % от общей площади штата, а наиболее высоко расположенное поселение Лас-Лучас находится на высоте 1814 метров.
Сапотлан-эль-Гранде граничит с другими муниципалитетами штата Халиско: на севере с Саюлой и Гомес-Фариасом, на востоке с Тамасула-де-Гордьяно и Сапотильтиком, на юге с Туспаном, и на западе с Сан-Габриелем.

## Учреждение и состав
Муниципалитет был образован в 1824 году, по данным 2020 года в его состав входит 38 населённых пунктов, самые крупные из которых:
| Код INEGI                  | Населённый пункт                                                                             | Численность населения (2005 год) | Численность населения (2010 год) | Численность населения (2020 год) |
| -------------------------- | -------------------------------------------------------------------------------------------- | -------------------------------- | -------------------------------- | -------------------------------- |
| 023                        | Всего                                                                                        | 96050                            | 100534                           | 115141                           |
| 0001                       | Сьюдад-Гусман (исп. Ciudad Guzmán) 19°42′17″ с. ш. 103°27′45″ з. д. (административный центр) | 93609                            | 97750                            | 111975                           |
| 0008                       | Ла-Меса (Эль-Фреснито) (исп. La Mesa (El Fresnito)) 19°37′21″ с. ш. 103°31′03″ з. д.         | 800                              | 851                              | 1018                             |
| 0222                       | Сапотлан-2000 (исп. Zapotlán 2000) 19°39′16″ с. ш. 103°30′02″ з. д.                          | —                                | —                                | 714                              |
| 0003                       | Атекисаян (исп. Atequizayán) 19°42′32″ с. ш. 103°34′31″ з. д.                                | 381                              | 432                              | 575                              |
| 0234                       | Анторча-Кампесина (исп. Antorcha Campesina) 19°44′18″ с. ш. 103°30′40″ з. д.                 | —                                | —                                | 207                              |
| —                          | Прочие                                                                                       | 1260                             | 1501                             | 652                              |
| Названия на карте Генштаба |                                                                                              |                                  |                                  |                                  |

## Природные ресурсы
Муниципалитет располагает следующими ресурсами:
- 11 200 гектар леса, преимущественно состоящие из таких видов деревьев как сосна, дуб и пихта;

- минеральные — месторождения глины, известняка и гипса.

## Экономическая деятельность
По статистическим данным 2000 года, работоспособное население занято по секторам экономики в следующих пропорциях:
- сельское хозяйство, животноводство и рыбная ловля — 6,9 %;
- промышленность и строительство — 24,6 %;
- торговля, сферы услуг и туризма — 66,4 %;
- безработные — 2,1 %.

## Инфраструктура
По статистическим данным 2020 года, инфраструктура развита следующим образом:
- электрификация: 99,8 %;
- водоснабжение: 98,3 %;
- водоотведение: 99,7 %.